# Tramlijn 2 (Lyon)
Tramlijn 2 van de tram van Lyon is een tramlijn in de agglomeratie van Lyon. Hij loopt van Saint-Priest-Bel-Air naar het Station Lyon-Perrache.

## Geschiedenis
De lijn werd op 2 januari 2001 geopend, samen met lijn 1. De lijn werd verlengd op 27 oktober 2003 naar Saint-Priest-Bel-Air. De regionale ov-autoriteit Sytral kondigde begin 2009 aan dat er een verlenging voor deze lijn aan zat te komen, richting Eurexpo vanaf halte Les Alizés. Tijdens deze verlenging zullen 5 nieuwe stations worden gecreëerd. In mei werd bekend dat deze tak bereden zal worden door een aparte lijn, lijn 5, die sinds november 2012 loopt van Eurexpo naar Grange Blanche.

## Exploitatie
De trams rijden van vijf uur 's ochtends tot 1 uur 's nachts. Van maandag t/m zaterdag rijden er tussen zeven uur 's ochtends en acht uur 's avonds elke zes minuten trams, anders is dat elke vijftien minuten. Tussen Grange Blanche en Porte des Alpes rijden er in de spits elke drie minuten trams, om de vele universiteitsstudenten op te vangen.

### Materieel
De lijn wordt geëxploiteerd door Citadis 302 trams van de Franse fabrikant Alstom. De eerste werd geleverd in juni 2000 en was onderdeel van een order voor 39 treinstellen met 5 wagons op 3 draaistellen. Deze trams waren bestemd voor de tramlijnen 1 en 2. Technische informatie:
- Lengte: 32.416 m
- Breedte: 2,4 m

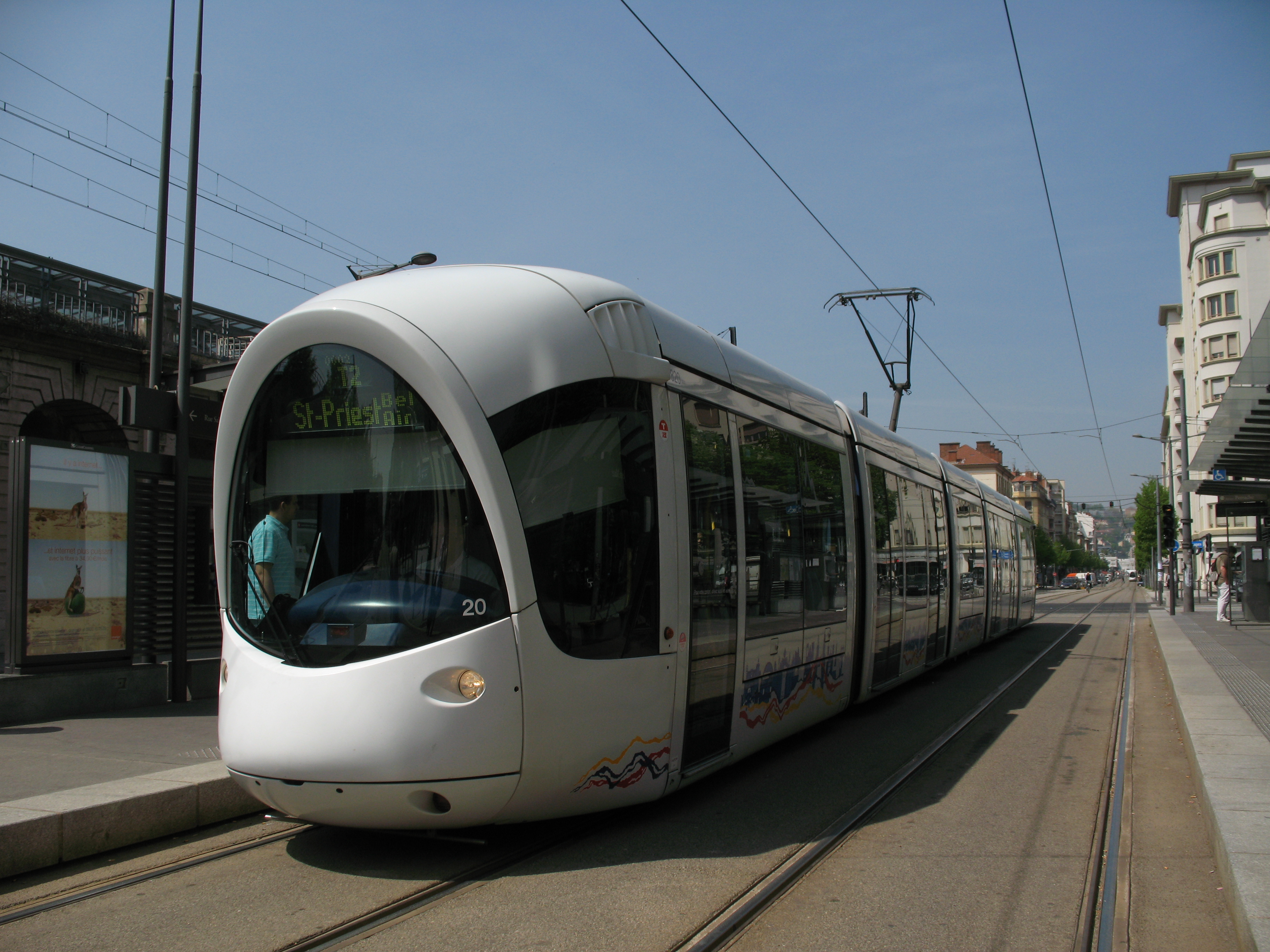
Een Citadis tram op de lijn, station Jean Macé

- Vloerhoogte boven de rail: 350 mm
- Leeg gewicht: 38,4 t
- Massa in een normale belasting: 52,48 t
- Aantal gemotoriseerde draaistellen: 2
- Voeding: 750 V =
- Capaciteit: 272 personen (56 zitplaatsen)
- Maximale snelheid: 70 km/h
- Gemiddelde afgelegde afstand per jaar: 60 000 km

De trams hebben een lage vloer, wat gemakkelijk is voor lichamelijk gehandicapten. Ook is er airconditioning.

## Toekomst
Voor de lijn zijn geen uitbreidingen gepland.